# Vjekoslav Miličić
Vjekoslav Miličić (Brusje, Hvar, 1943.) je redoviti profesor u trajnom zvanju na Pravnom fakultetu u Zagrebu na Katedri Opće teorije prava i države. Jedan je od najcjenjenijih živućih hrvatskih pravnih teoretičara. Diplomirao je i magistrirao na Pravnom fakultetu u Zagrebu, a doktorat je branio na Univerzitetu u Sarajevu.
Uz osnovni predmet Opća teorija prava i države na prvoj godini studija ima i izborne predmete: Filozofija prava, Retorika i pravo, Nomotehnika, Ćudoređe i deontologija profesije pravnik, Metodologija prava, Ćudoređe i deontologija znanstvenog rada. Gost profesor je i na drugim fakultetima odnosno sveučilištima, na dodiplomskim, diplomskim, poslijediplomskim i doktorskim studijima. Objavio je 106 znanstvenih radova od toga jedan u suautorstvu. 
Predsjednik je Časnog suda II. stupnja Hrvatske stomatološke komore u četvrtom četverogodišnjem mandatu, član je međunarodnog uredničkog odbora časopisa Slovenian Law Review, član je Savjeta časopisa Pravnik. Izvanjski je znanstveni savjetnik Ustavnog suda RH.

## Radovi
- Smisleno učenje (I. izdanje 1973., XI. izdanje 2004.)
- Pravo i metodologija prava, Zagreb, 1992.
- Deontologija profesije liječnik - Život čovjeka i integritet liječnika-ćudoredna raskrižja bioetike, Zagreb, 1996.
- Metodologija prava - Nomotehnika, Zagreb, 1998.
- Opća teorija prava i države, VIII. izmijenjeno i dopunjeno izdanje. Zagreb, 2008.